# IC 4280
IC 4280 је спирална галаксија у сазвјежђу Хидра која се налази на листи објеката дубоког неба у Индекс каталогу.
Деклинација објекта је - 24° 12' 25" а ректасцензија 13h 32m 53,4s. Привидна величина (магнитуда) објекта IC 4280 износи 12,7 а фотографска магнитуда 13,5. IC 4280 је још познат и под ознакама ESO 509-54, MCG -4-32-36, AM 1330-235, IRAS 13301-2357, PGC 47688.